# Diego Mejía
Diego Andrei Mejía Campo (ur. 12 października 1983 w Querétaro) – meksykański piłkarz występujący na pozycji defensywnego pomocnika, trener piłkarski, od 2025 roku prowadzi kanadyjski Atlético Ottawa.